# Giền đỏ
Xylopia vielana là loài thực vật có hoa thuộc họ Na. Loài này được Pierre miêu tả khoa học đầu tiên năm 1881.
Ở Việt nam loài này được gọi là cây dền, dền đỏ, canh ki na, sai, thối ruột thường mọc ở miền nam Việt nam
Dền la một loại cây to, cao tới 20m hay hơn. Tủy cây bị tiêu hủy ngay khi cây còn non, do đó có tên cây thối ruột. Toàn thân có lớp vỏ màu đỏ nâu tím, rất dễ bóc, có thể bóc một lần vỏ từ ngọn đến gốc. Lá mọc so le, hình trứng dài, đầunhọn hay hơi tù, phía cuống tròn, dài 8–10 cm, rộng 3–4 cm, cuống ngắn 5-6mm. Hoa mọc ở kẽ lá đơn độc hay thành đôi. Đài 3 đính ở phía dưới thành hình chén nông. Tràng 6 hơi mẫm, màu vàng nhạt, mùi thơm. Qua kép hình tán, gồm nhiều phân quả hình trụ có cuống dài 2-2.5 cm, phần quả dài 22-35mm, rộng 10mm, vỏ ngoài đỏ nâu chứa 2-5 hạt, giữa những hạt hơi thắt lại. Mùa hoa tháng 5-6, mùa quả tháng 6-7.